# Curzio Maltese
Curzio Maltese (Milano, 30 marzo 1959 – Roma, 26 febbraio 2023) è stato un giornalista, scrittore, politico e autore televisivo italiano, dal 2014 al 2019 europarlamentare per la lista L'Altra Europa con Tsipras.

## Biografia
È nato a Milano e cresciuto a Sesto San Giovanni, fratello maggiore di Cinzia Maltese, con la madre restata precocemente vedova. Dopo un periodo tra fabbrica e radio libere si è dedicato al giornalismo.
Ha iniziato occupandosi di sport e cronaca per i quotidiani La Notte, La Gazzetta dello Sport e La Stampa. Per il quotidiano torinese inizia a occuparsi di commenti politici, oltre che di cinema e teatro. Anche la sorella segue le sue orme nel giornalismo. Dal 1996 al 2021 ha curato la rubrica Contromano sul settimanale Il Venerdì di Repubblica. Dal 1995 al 2021 è editorialista per il quotidiano la Repubblica, mentre dal 2022 al 2023 per il quotidiano Domani.
Nel 2014 si è candidato alle elezioni europee come capolista nella circoscrizione del nord-ovest italiano per L'Altra Europa con Tsipras a sostegno della Coalizione della Sinistra Radicale per Alexīs Tsipras come presidente della Commissione europea, ottenendo 31.980 preferenze. Pur risultando il primo dei non eletti della sua lista è entrato nel parlamento europeo grazie alla rinuncia di Moni Ovadia, già preventivata pubblicamente.
Come autore televisivo ha collaborato con Corrado Guzzanti nella realizzazione del programma cult Il caso Scafroglia. Ha inoltre collaborato con altri autori, come Maurizio Crozza ed Enrico Bertolino. Ha ideato e scritto due documentari, rispettivamente su Renzo Piano e Paolo Conte, per Canal+ Italia. 
È deceduto dopo una lunga malattia a Roma il 26 febbraio 2023, all'età di 63 anni. I funerali si sono tenuti il 1º marzo 2023 nella Basilica di Santa Maria in Montesanto a Roma.

## Controversie
Ha svolto numerose inchieste sui costi della Chiesa cattolica a carico dei cittadini e dello stato italiano, come l'otto per mille o l'insegnamento della religione cattolica in Italia, pubblicate in vari articoli su La Repubblica e poi raccolte nel libro La questua. Il quotidiano cattolico Avvenire rispose in varie occasioni, anche con un opuscolo a cura di Umberto Folena dal titolo La vera questua, il 26 luglio 2008.
Da europarlamentare è stato accusato di assenteismo, anche se le statistiche di VoteWatch hanno dimostrato la sua partecipazione al 95% delle votazioni. È stato criticato di avere un doppio stipendio (europarlamentare e giornalista de La Repubblica) e, nonostante le leggi non lo imponessero, ha rinunciato al suo contratto con il quotidiano.

## Opere
- con Pino Corrias e Massimo Gramellini, 1994. Colpo grosso, collana Storie della storia d'Italia, n. 12, Milano, Baldini & Castoldi, 1994, ISBN 88-85987-57-5.
- Come ti sei ridotto. Modesta proposta di sopravvivenza al declino della nazione, Milano, Feltrinelli, 2006, ISBN 88-07-84068-5. Analisi del fenomeno berlusconiano, come scrive Giorgio Bocca nella prefazione, «sul fascismo perenne che torna nella storia italiana».
- I padroni delle città, collana Serie bianca, Milano, Feltrinelli, 2007, ISBN 978-88-07-17137-6. Riflessioni sugli aspetti economici e sociopolitici di diversi capoluoghi italiani. La premessa è che per i cittadini italiani la vera patria è sempre stata il proprio Comune di origine.
- La questua. Quanto costa la Chiesa agli italiani, collana Serie bianca, Milano, Feltrinelli, 2008, ISBN 978-88-07-17149-9. Critica su aspetti poco conosciuti e non sempre trasparenti che interessano la democrazia italiana come la lealtà fiscale, la corretta gestione delle risorse pubbliche e la laicità dello Stato.
- La bolla. La pericolosa fine del sogno berlusconiano, collana Serie bianca, Milano, Feltrinelli, 2009, ISBN 978-88-07-17172-7.
- Viaggio nella crisi della Lega, e-book, Roma, la Repubblica, 2012, ISBN 978-88-88-24108-1-EPUB. Sintesi ed approfondimento sugli avvenimenti che hanno investito il movimento politico guidato da Umberto Bossi.
- Azzurro. Stralci di vita, Collana Varia, Milano, Feltrinelli, 2023, ISBN 978-88-074-9353-9.